# Дзюба, Пётр Петрович
Пётр Петрович Дзюба (1915—1965) — майор Рабоче-крестьянской Красной Армии, участник Великой Отечественной войны, Герой Советского Союза (1943).

## Биография
Пётр Дзюба родился 30 января (по новому стилю — 12 февраля) в посёлке Константиновка (город в Донецкой области Украины). В 1930 году окончил семь классов школы в Константиновке, в 1934 году — индустриально-химический техникум в Славянске, после чего работал в Харьковских железнодорожных мастерских. В 1935 году Дзюба окончил Харьковский аэроклуб, в 1936 году — Ульяновскую школу лётчиков-инструкторов Осоавиахима. В январе 1939 года он был призван на службу в Рабоче-крестьянскую Красную Армию. В 1940 году Дзюба окончил Одесскую военную авиационную школу лётчиков, после чего служил в Киевском военном округе.
С июня 1941 года — на фронтах Великой Отечественной войны. Принимал участие в боях на Юго-Западном, Сталинградском, Южном, 4-м Украинском фронтах. Участвовал в Киевской операции 1941 года, Харьковской операции 1942 года, Сталинградской битве, Донбасской и Мелитопольской операциях. 23 мая 1942 года получил ранения в голову, руку и ногу, но вернулся в строй. К ноябрю 1943 года гвардии майор Пётр Дзюба был помощником командира 85-го гвардейского истребительного авиаполка по воздушно-стрелковой службе 6-й гвардейской истребительной авиадивизии 8-й воздушной армии Южного фронта.
Указом Президиума Верховного Совета СССР от 1 ноября 1943 года за «мужество и героизм, проявленные в боях», гвардии майор Пётр Дзюба был удостоен высокого звания Героя Советского Союза с вручением ордена Ленина и медали «Золотая Звезда» за номером 1271.
8 мая 1944 года в бою над Крымом самолёт Дзюбы был подбит и при попытке посадить его взорвался. Лётчик получил тяжёлые ранения и остался без ноги. Всего за время своего участия в боевых действиях Дзюба совершил 430 боевых вылетов, принял участие в приблизительно ста воздушных боях, сбив 16 вражеских самолётов лично и ещё 19 — в составе группы. В декабре 1945 года Дзюба был уволен из РККА по инвалидности. Проживал и работал в Харькове. Скончался 17 января 1965 года, похоронен на харьковском кладбище № 10.
Был также награждён двумя орденами Красного Знамени, орденами Александра Невского и Отечественной войны 1-й степени, а также рядом медалей.